# 와카야마현 제2구
와카야마현 제2구(일본어: 和歌山県第2区)은 일본의 중의원 선거구이다. 1994년 공직선거법이 개정되면서 신설되었다.

## 지역
- 가이난시
- 하시모토시
- 아리다시
- 기노카와시
- 이와데시
- 가이소군
- 이토군